# Jan Claesz Rietschoof
Jan Claesz Rietschoof (1651–1719) est un peintre de marine du Siècle d'or néerlandais.

## Biographie
Selon Houbraken, il apprend d'abord la peinture avec Abraham Liedts puis avec le fameux peintre de paysages marins Ludolf Bakhuizen.
Ses peintures sont présentes dans de nombreux musées hollandais. Il a enseigné la peinture à son fils Hendrik Rietschoof (en) (1678–1747). À Hoorn, il est contemporain du peintre Jacob Rotius (en), le fils de Jan Albertsz Rootius.